# Heavy Horses
Heavy Horses — одинадцятий студійний альбом англійської групи Jethro Tull, який був випущений 10 квітня 1978 року.

## Композиції
1. …And the Mouse Police Never Sleeps — 3:11
2. Acres Wild — 3:22
3. No Lullaby — 7:55
4. Moths — 3:24
5. Journeyman — 3:55
6. Rover — 4:17
7. One Brown Mouse — 3:21
8. Heavy Horses — 8:58
9. Weathercock — 4:02

## Учасники запису
- Мартін Барр — гітара
- Ян Андерсон — флейта, фортепіано, вокал
- Баррімор Барлоу — барабани
- Джон Гласкок — бас-гітара
- Джон Еван — клавіші